# 三巨头 (第二次世界大战)

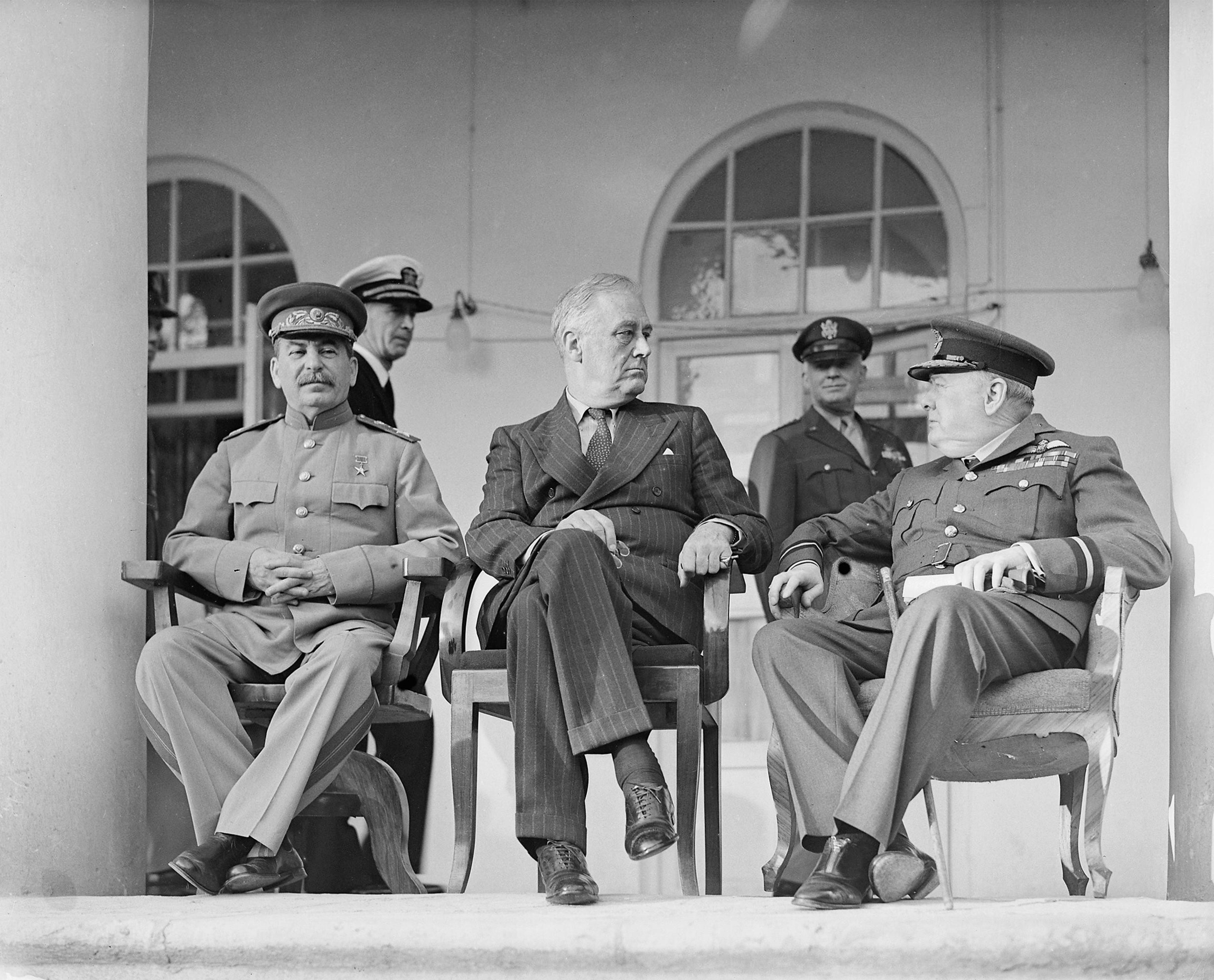
德黑兰会议期间的三巨头，从左至右分别是约瑟夫·斯大林（苏联）、富兰克林·罗斯福（美国）、温斯顿·丘吉尔（英国）

三巨头是于第二次世界大战背景下所使用的一个术语，用来指代二战同盟国中的主要大国及其各自的领导人：美国的富兰克林·D·罗斯福、英国的温斯顿·丘吉尔和苏联的约瑟夫·斯大林。1945年，哈里·S·杜鲁门和克莱门特·艾德礼接替了罗斯福和丘吉尔，这两位继任者有时也被归入“三巨头”之列。

## 历史
该术语主要用于指代二战同盟国中的主要大国领导人：美国的富兰克林·D·罗斯福、英国的温斯顿·丘吉尔和苏联的约瑟夫·斯大林。“三巨头”这一称呼有时也不仅指三位领导人本身，还用于用于指代这三个国家。哈里·S·杜鲁门和克莱门特·艾德礼有时也被算作“三巨头”的成员，被称为“三巨头的五位个人成员”。他们分别是罗斯福和丘吉尔的继任者：罗斯福在战争结束前不久去世，而丘吉尔则在同一时期的选举中败选。

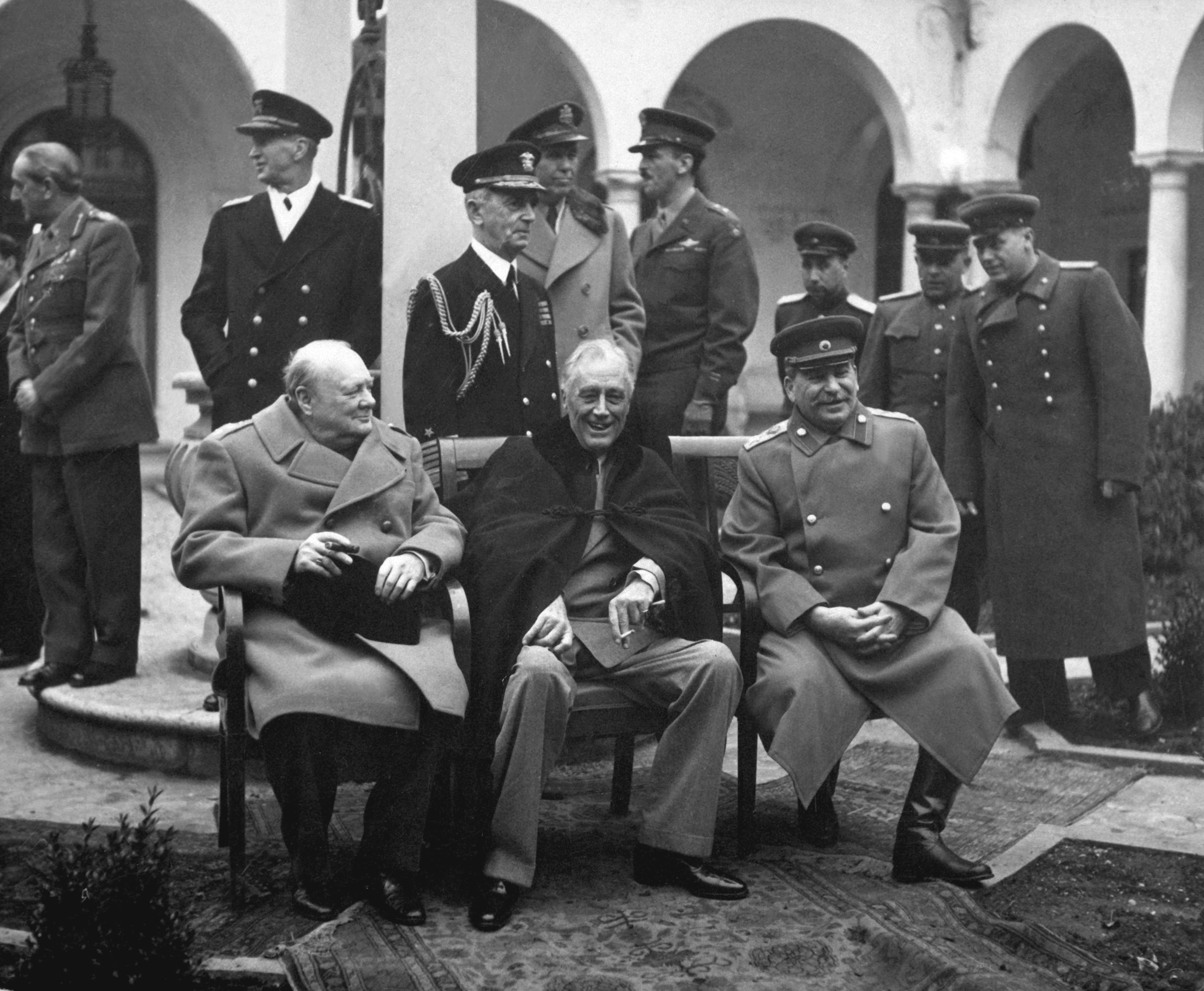
雅尔塔会议期间的三巨头，从左至右分别为温斯顿·丘吉尔（英国）、富兰克林·罗斯福（美国）、约瑟夫·斯大林（苏联）

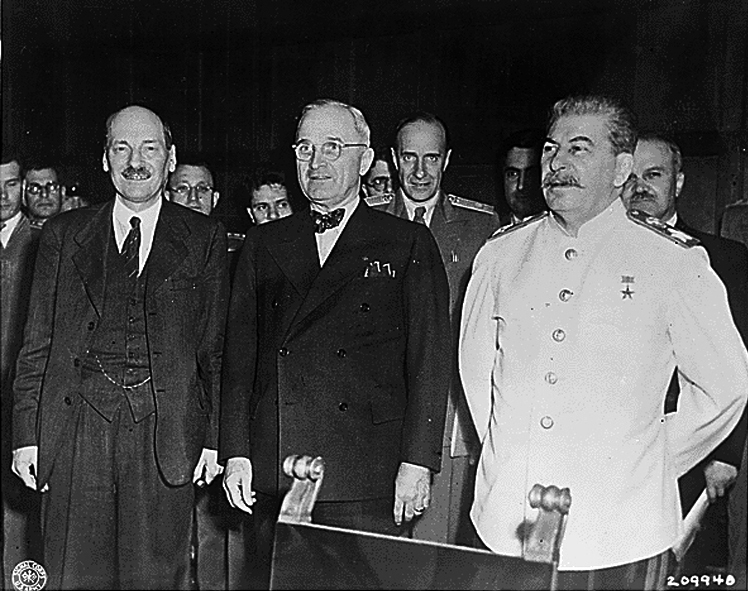
波茨坦会议期间的三巨头，从左至右分别为克莱门特·艾德礼（英国）、哈里·S·杜鲁门（美国）、约瑟夫·斯大林（苏联）

“三巨头”之间的关系随着时间的推移而演变，最终这三个国家都成为了二战中的同盟国。苏联和美国于1941年参战，比英国晚了两年。三位领导人通过多种沟通方式保持联系，包括私人通信。他们之间的大部分协商是在战争时期的两次重要会议中亲自进行的：1943年11月至12月的德黑兰会议和1945年2月的雅尔塔会议；丘吉尔和斯大林还在战争结束后不久于波茨坦会议上再次会面（该会议于当年7月至8月举行，罗斯福已于4月去世）。协商的关键议题集中在战后东西方势力范围的划分，其中德国和波兰的未来是争议的焦点。“三巨头”的领导人将他们的联盟视为不仅是赢得当前战争的手段，更是重塑现有世界秩序的方式。
最初，由于苏联在遭到德国入侵后陷入战争泥潭，此时丘吉尔和罗斯福的影响力最大。然而到了1944年左右，这一局势发生了转变，英国的重要性开始下降，丘吉尔和英国不再被另外两位伙伴视为“平等”的一方。“三巨头”这一概念在战争结束前后逐渐变得不再重要，因为显而易见，新时代的两个主导世界强权将是美国和苏联。“三巨头”的合作在赢得战争、彻底摧毁纳粹主义的基础设施方面取得了成功，但尽管建立了联合国，这一合作关系仍未能实现他们在公开声明中所期望的持久和平。

## 关系
在“三巨头”中，罗斯福和丘吉尔的关系更为密切，这主要是因为他们在文化和意识形态上相近，且同为西方同盟国中的主导力量。英美关系在战争期间也通过《大西洋宪章》等条约形式化。斯大林和丘吉尔之间的关系最成问题，因为斯大林往往更信任和尊重罗斯福而不是丘吉尔。尽管如此，三人之间也曾出现仅由两位领导人进行的各种正式或非正式的通信，例如罗斯福与斯大林、丘吉尔与斯大林之间的往来；在这些情况下，“背后谈论”第三位领导人是常有的事。此外，也有部分两位领导人不带另一人亲自会面的情况，例如丘吉尔早在1942年就于莫斯科会议上会见了斯大林；罗斯福与丘吉尔则于1945年初在马耳他会议上会面。
许多历史学家认为，在“三巨头”的关系中，斯大林是最具权力和谈判成果最显著的一方，并认为丘吉尔和罗斯福过于频繁地让步于斯大林的要求。“三巨头”领导人之间的关系一直是众多学术研究的主题之一。有关该主题的著作包括罗宾·埃德蒙兹1991年著成的《三巨头：战争与和平中的丘吉尔、罗斯福与斯大林》（英语：Big Three: Churchill, Roosevelt and Stalin in Peace & War），以及保罗·杜克斯2017年著成的《二战中的伟人：三巨头的兴衰》（英语：Great Men in the Second World War: The Rise and Fall of the Big Three）。三位领导人常被置于英雄史观的视角下进行分析，而且他们本身很可能也将自己视为“英雄”，相信自己有能力决定世界的命运。
“三巨头”之间关系的动态也是一些游戏的主题，例如GMT Games于2015年推出的桌游《丘吉尔：三巨头为和平的斗争》（英语：Churchill: Big Three Struggle for Peace）。